# Lóng Phiêng
Lóng Phiêng là một xã thuộc huyện Yên Châu, tỉnh Sơn La, Việt Nam.
Xã có diện tích 91,56 km², dân số năm 1999 là 3372 người, mật độ dân số đạt 37 người/km².

## Vị trí địa lý, địa hình
Lóng Phiêng là xã biên giới của huyện Yên Châu, cách trung tâm huyện 45 km về phía Đông Nam. Độ cao trung bình so với mực nước biển: 800m đến 1000m.
1. Phía đông giáp xã Tú Nang- Yên Châu.
2. Phía bắc giáp xã Chiềng Hặc và xã Tú Nang.
3. Phía Tây giáp xã Phiêng Khoài và xã Móng Nặm tỉnh Hủa Phăn (nước CHDCND Lào).
4. Phía Nam giáp xã Chiềng Tương- Yên Châu.

## Điều kiện tự nhiên
Diện tích 92,93 km².

## Dân cư
Dân số hiện nay: 5029 người, bao gồm các dân tộc Kinh, Thái, Mông, Khơ mú, Mường, Sinh Mun. Mật độ dân số 37 người/ km².
4- Các đơn vị dân cư hiện nay thuộc xã:
| STT | Tên bản, (TK, TDP) | Số hộ | Dân số | Gồm các Dân tộc      | Cách Trung tâm xã |
| 1   | Bản Yên Thi        | 288   | 1116   | Kinh, Thái           | 0 Km              |
| 2   | Bản Pha Cúng       | 144   | 506    | Sinh Mun, Thái, Kinh | 4 Km              |
| 3   | Bản Tà Vàng        | 142   | 487    | Sinh Mun, Kinh       | 1 Km              |
| 4   | Bản Tô Buông       | 149   | 547    | Sinh Mun, Thái, Kinh | 3 Km              |
| 5   | Bản Mỏ Than        | 152   | 502    | Kinh, Thái           | 8 Km              |
| 6   | Bản Nà Mùa         | 91    | 296    | Mông, Sinh Mun, Kinh | 8 Km              |
| 7   | Bản Nong Đúc       | 77    | 329    | Mông, Kinh           | 3 Km              |
| 8   | Bản Quỳnh Phiêng   | 67    | 275    | Thái                 | 3 Km              |
| 9   | Bản Mơ Tươi        | 87    | 394    | Thái, Kinh           | 6 Km              |
| 10  | Bản Cò Chịa        | 57    | 268    | Mông                 | 8 Km              |
| 11  | Pa Sa              | 40    | 153    | Sinh Mun, Kinh       | 8 Km              |
| 12  | Quỳnh Châu         | 36    | 156    | Thái, Kinh           | 4 Km              |